# 대전가양초등학교
대전가양초등학교는 대한민국 대전광역시 동구 가양동에 있는 공립 초등학교이다.

## 학교 연혁
- 1962년 11월 1일 대전가양국민학교 개교(6학급)(설립인가 9월 5일)
- 1997년 3월 1일 병설유치원 개원
- 1997년 3월 25일 조회대 건립
- 1998년 9월 10일 체육관 건립
- 2007년 9월 1일 방과후 교육교실 설치
- 2010년 2월 10일 교육환경(급식실, 화장실, 교실, 운동장) 개선
- 2010년 6월 25일 화단 공원화 사업 완공
- 2011년 5월 30일 조회대 및 스탠드 차양막 설치
- 2012년 3월 1일 병설유치원 단설 분리
- 2019년 10월 25일 교육환경 개선(운동장, 음악실)
- 2022.02.15 제58회 졸업식(총 18,340명)
- 2022.03.01 33학급 인가 (특수 2학급, 특별 1학급 포함)

## 학교 상징
- 교화 : 장미 - 아름답고 정열적인 장미처럼 우리들도 최선을 다하자
- 교목 : 은행나무 - 꿋꿋하게 자라고 쓸모있게 자라자

## 참고 자료
- 대전가양초등학교 - 한국교육학술정보원 학교알리미